# Oscar Flynn
Oscar Flynn (* 19. dubna 1999 Burnley) je profesionální hokejový útočník a reprezentant česko-anglického původu. Aktuálně působí v klubu HC Oceláři Třinec, který hraje ELH.

## Hráčská kariéra
Flynn je odchovancem klubu BK Mladá Boleslav, za který v sezóně 2016/2017 debutoval v české extralize. V roce 2022 odešel na hostování do klubu Berani Zlín. Před sezónou 2022/2023 se stal novou posilou týmu Bílí Tygři Liberec, za který niž ve své první sezóně nastřílel 25 gólů a na dalších 19 nahrál. Svůj gólový extraligový rekord Flynn téměř vyrovnal v sezóně 2024/2025, kdy nastřílel 24 gólů, čímž se zařadil na dělené druhé místo tabulky střelců soutěže. V roce 2025 přestoupil do týmu HC Oceláři Třinec.

## Prvenství

### ČHL
- Debut - 17. října 2017 (BK Mladá Boleslav proti HC Dukla Jihlava)
- První asistence - 9. března 2018 (HC Verva Litvínov proti BK Mladá Boleslav)
- První gól - 11. března 2018 (Piráti Chomutov proti BK Mladá Boleslav, českému brankáři Štěpánu Lukešovi)
- První hattrick - 1. ledna 2024 (HC Motor České Budějovice proti Bílí Tygři Liberec)